# Степановка (Барышский район)
Степановка — поселок в составе Малохомутёрского сельского поселения Барышского района Ульяновской области. 

## География
Находится на расстоянии примерно 3 километра на север по прямой от северо-западной границы районного центра города Барыш. 

## История
Поселок является выселком села Алинкино (образован в 1928 году). Назван по имени одного из первых поселенцев Степана Тимофеевича Муракова.
В 1990-е годы работало отделение  СПК «Луговой».

## Население
Население составляло 94 человека в 2002 году (28% русские, 67% чуваши), 74 по переписи 2010 года.